# New Vienna, Ohio
New Vienna là một làng thuộc quận Clinton, tiểu bang Ohio, Hoa Kỳ. Năm 2010, dân số của làng này là 1224 người.

## Dân số
- Dân số năm 2000: 1294 người.
- Dân số năm 2010: 1224 người.